# Quincy (Florida)
Quincy ist eine Stadt und zudem der County Seat des Gadsden County im US-Bundesstaat Florida. Das U.S. Census Bureau hat bei der Volkszählung 2020 eine Einwohnerzahl von 7.970 ermittelt.

## Geographie
Quincy liegt rund 30 Kilometer nordwestlich von Tallahassee im Norden Floridas.

## Geschichte
Quincy wurde 1828 gegründet und nach John Quincy Adams, dem damals regierenden, sechsten Präsident der USA benannt. 1832 wurde die Stadt zum County Seat des Gadsden County erhoben. Das Eisenbahnzeitalter in Quincy begann 1863 durch die westliche Verlängerung der Bahnstrecke der Pensacola and Georgia Railroad ab Tallahassee. Das Nachfolgeunternehmen Jacksonville, Pensacola and Mobile Railroad baute in den 1870ern einen weiteren Abschnitt von Quincy bis Chattahoochee.
Der wichtigste Erwerbszweig war lange Jahre der Tabakanbau. 1922 wurden die Tabakbauern durch den Banker Pat Monroe zum Kauf von Coca-Cola-Aktien überzeugt, der die Stadt zu den reichsten Gemeinden in ganz Florida machte. Auch nach dem Niedergang der Tabakindustrie in den 1960er Jahren und dem Anstieg der Arbeitslosenquote auf 38 % sicherte dieser Reichtum weiterhin für den Lebensunterhalt der Menschen. Noch im Jahr 1996 besaßen die Einwohner Quincys Aktien im Wert von etwa 375 Millionen USD.

## Demographische Daten
Laut der Volkszählung 2010 verteilten sich die damaligen 7972 Einwohner auf 3169 Haushalte. Die Bevölkerungsdichte lag bei 404,7 Einw./km². 23,4 % der Bevölkerung bezeichneten sich als Weiße, 64,4 % als Afroamerikaner, 0,6 % als Indianer und 0,7 % als Asian Americans. 9,6 % gaben die Angehörigkeit zu einer anderen Ethnie und 1,4 % zu mehreren Ethnien an. 13,9 % der Bevölkerung bestand aus Hispanics oder Latinos.
Im Jahr 2010 lebten in 38,7 % aller Haushalte Kinder unter 18 Jahren sowie 28,2 % aller Haushalte Personen mit mindestens 65 Jahren. 68,0 % der Haushalte waren Familienhaushalte (bestehend aus verheirateten Paaren mit oder ohne Nachkommen bzw. einem Elternteil mit Nachkomme). Die durchschnittliche Größe eines Haushalts lag bei 2,67 Personen und die durchschnittliche Familiengröße bei 3,25 Personen.
29,4 % der Bevölkerung waren jünger als 20 Jahre, 29,0 % waren 20 bis 39 Jahre alt, 24,6 % waren 40 bis 59 Jahre alt und 12,9 % waren mindestens 60 Jahre alt. Das mittlere Alter betrug 34 Jahre. 49,2 % der Bevölkerung waren männlich und 50,8 % weiblich.
Das durchschnittliche Jahreseinkommen lag bei 30.581 $, dabei lebten 28,4 % der Bevölkerung unter der Armutsgrenze.
Im Jahr 2000 war Englisch die Muttersprache von 93,25 % der Bevölkerung und spanisch sprachen 6,75 %.

## Sehenswürdigkeiten
Folgende Objekte sind im National Register of Historic Places gelistet:
| - Willoughby Gregory House - E. C. Love House - John Lee McFarlin House - Old Philadelphia Presbyterian Church - Quincy Historic District | - Quincy Library - Quincy Woman’s Club - E. B. Shelfer House - Stockton-Curry House - Judge P. W. White House |

## Verkehr
Quincy wird vom U.S. Highway 90 (SR 10) sowie den Florida State Roads 12 und 267 durchquert.
Der nächste Flughafen ist der rund 30 Kilometer südöstlich Tallahassee International Airport.

## Kriminalität
Die Kriminalitätsrate lag im Jahr 2010 mit 716 Punkten (US-Durchschnitt: 266 Punkte) im hohen Bereich. Es gab einen Mord, acht Vergewaltigungen, 18 Raubüberfälle, 83 Körperverletzungen, 106 Einbrüche, 266 Diebstähle, acht Autodiebstähle und drei Brandstiftungen.

## Geboren in Quincy
- Robert H. M. Davidson (1832–1908), Politiker
- Willy Holt (1921–2007), Artdirector und Production Designer
- Patricia Stephens Due (1939–2012), Bürgerrechtlerin
- Nat Adderley junior (* 1955), Arrangeur, Komponist und Pianist
- Frederick B. Hodges (* 1958), Generalleutnant
- Billy Dean (* 1962), Countrysänger und Songwriter
- Dexter Jackson (* 1977), Footballspieler